# یوکیو شیمابارا
یوکیو شیمابارا (ژاپنی: 新原 由喜男؛ زادهٔ ۵ ژوئن ۱۹۷۹) یک بازیکن فوتبال اهل ژاپن است.
از باشگاه‌هایی که در آن بازی کرده‌است می‌توان به باشگاه فوتبال ناگویا گرامپوس اشاره کرد.